# Nordische Skiweltmeisterschaften 1926/Skispringen
Bei den Nordischen Skiweltmeisterschaften 1926 in der finnischen Stadt Lahti kam ein Wettbewerb im Skispringen zur Austragung.
Der Sprunglauf von der Salpausselkä-Schanze (K-40) fand am Sonntag, dem 7. Februar 1926 vor etwa 20.000 Zuschauern statt. Im Wettbewerb vermochten sich 24 Skispringer zu klassieren.
Jacob Tullin Thams krönte sich zum zweiten Mal nach 1924 zum Weltmeister im Skispringen. Auf den Plätzen folgten seine Landsleute Otto Aasen und Georg Østerholt. Als bester Finne platzierte sich Kivivirta auf dem fünften Rang. Den weitesten Sprung des Tages zeigte Jacob Tullin Thams mit 38,5 Metern im zweiten Durchgang. Als bester der drei mitteleuropäischen Vertreter setzte sich Gustl Müller aus Bayrischzell mit zwei gleichmäßig und in schöner Haltung absolvierten aber zu kurz geratenen Sprüngen auf Rang 15.

## Skispringen
| Rang | St.Nr. | Athlet                   | Land                    | Gesamt- note | Sprung 1 | Sprung 2 |
| ---- | ------ | ------------------------ | ----------------------- | ------------ | -------- | -------- |
| 1    | ?      | Jacob Tullin Thams       | Norwegen                | 113,880      | 37,0 m   | 38,5 m   |
| 2    | ?      | Otto Aasen               | Norwegen                | 113,135      | 37,5 m   | 37,0 m   |
| 3    | ?      | Georg Østerholt          | Norwegen                | 108,385      | 34,5 m   | 35,0 m   |
| 4    | ?      | Johan Grøttumsbråten     | Norwegen                | 106,020      | 36,0 m   | 34,0 m   |
| 5    | ?      | Yrjö Kivivirta           | Finnland                | 103,500      | 33,5 m   | 33,5 m   |
| 6    | ?      | Lars Høgvold             | Norwegen                | 101,500      | 32,5 m   | 34,5 m   |
| 7    | ?      | Toivo Reingoldt          | Finnland                | 101,270      | 33,0 m   | 34,0 m   |
| 8    | ?      | Sulo Jääskeläinen        | Finnland                | 101,135      | 32,0 m   | 34,5 m   |
| 9    | ?      | Alfred Eklöf             | Finnland                | 99,770       | 31,0 m   | 32,0 m   |
| 10   | ?      | Harald Holm              | Finnland                | 99,635       | 32,0 m   | 32,5 m   |
| 11   | ?      | Urho Kunttu              | Finnland                | 99,520       | 30,0 m   | 32,0 m   |
| 12   | ?      | Toivo Tukia              | Finnland                | 99,000       | 31,5 m   | 32,5 m   |
| 13   | ?      | Arvo Lukander            | Finnland                | 98,885       | 31,0 m   | 31,5 m   |
| 14   | ?      | Uuno Suomalainen         | Finnland                | 98,750       | 32,5 m   | 33,5 m   |
| 15   | ?      | Gustav Müller            | Deutsches Reich         | 95,630       | 28,5 m   | 31,5 m   |
| 16   | ?      | Eino Kunttu              | Finnland                | 93,520       | 30,0 m   | 29,0 m   |
| 17   | ?      | Toivo Nykänen            | Finnland                | 89,770       | 30,0 m   | 31,0 m   |
| 18   | ?      | Einar Landvik            | Norwegen                | 79,635       | 34,0 m*  | 35,0 m   |
| 19   | ?      | Erkki Järvinen           | Finnland                | 75,885       | 32,0 m   | 31,5 m   |
| 20   | ?      | Rafael Tuliara-Davidsson | Finnland                | 75,750       | 36,0 m*  | 33,5 m   |
| DNF  | ?      | Verner Pettersson        | Schweden                | -            | ?*       | 30,5 m   |
| DNF  | ?      | Birger Östrand           | Schweden                | -            | 33,5 m   | ?*       |
| DNF  | ?      | Viktor Dahlén            | Schweden                | -            | ?*       | ?*       |
| DNF  | ?      | Wilhelm Dick             | Tschechoslowakei HDW    | -            | 32,5 m   | ?*       |
| DNF  | ?      | Josef Bím                | Tschechoslowakei SL RČS | -            | 29,0 m*  | 28,5 m   |
| DNF  | ?      | Paavo Nuotio             | Finnland                | -            | ?*       | 36,5 m   |
| DNF  | ?      | Asbjørn Elgstøen         | Norwegen                | -            | ?*       | ?*       |
| DNF  | ?      | Thorleif Haug            | Norwegen                | -            | ?*       | 32,5 m   |
| DNS  | ?      | ?                        |                         |              |          |          |

Datum: Sonntag, 7. Februar 1926
Teilnehmer:  28 gestartet; 20 gewertet; (in zeitgenössischen Medien wird auch von 45 Teilnehmern berichtet).
Sprunganlage: Salpausselkä-Schanze
 Der Wettbewerb wurde auf der 1923 erbauten K-40 Anlage ausgetragen. Diese lag gegenüber der heutigen Zuschauertribüne und wurde, als gewaltige Anlage mit einem Turmanlauf nach dem Muster des Holmenkollbakken, beschrieben. 
Anmerkung: Den 22. Rang dürfte ein Sportler aus dem Quintett jener belegt haben die mit DNF gekennzeichnet sind. 

## Zeichenerklärung
- * = Sprung als gestürzt gewertet
- DNF = Did not finish (nicht beendet, aufgegeben)
- DNS = Did not start (gemeldet, aber nicht gestartet)